# Переулок Антона Глушко (Таганрог)
Переулок Антона Глушко — переулок в центральной исторической части города Таганрога (Ростовская область).

## География
Расположен между Греческой улицей и улицей Шевченко. Протяжённость 2040 м. Нумерация домов ведётся от Греческой улицы.

## История
Переименован в честь первого председателя таганрогского городского комитета РСДРП(б) революционера-большевика А. К. Глушко в 1929 году.
Изначально именовался как Седьмой Поперечный переулок, затем — Полицейский переулок, затем — Полтавский переулок.

## На улице расположены

### Здания и сооружения
- № 8 — Дом Слученко. Памятник архитектуры местного значения[4].
- № 13 — Таганрогский историко-краеведческий музей (Дворец Алфераки). Расположен на углу пер. Антона Глушко и улицы Фрунзе. Здание музея имеет статус памятника архитектуры федерального значения[5].
- № 15 — жилой дом (1827 год). Памятник архитектуры местного значения[6]. В этом доме находилось управление по формированию 1-й конной армии[7].
- № 19 — кинотеатр «Октябрь» (бывший) — угол пер. Антона Глушко и Александровской улицы. Памятник архитектуры местного значения[8].
- № 40 — жилой дом П. Н. Маркевича-Евтушевского (1861—1863 годы). В этом доме жила семья Чеховых[9]. Памятник архитектуры местного значения[10].
- № 44 — Музей А. А. Дурова.
- № 46 — жилой дом. Памятник архитектуры местного значения[11].
- № 66 — жилой дом (1885—1886 годы). В нём находилась нелегальная типография «Народной воли». Памятник истории местного значения[12].
- № 74 — жилой дом (1882—1883 годы). В нём собирался центральный городской кружок народовольцев. Памятник истории местного значения[13].
- № 101 — жилой дом. В нём жил первый председатель совета рабочих и солдатских депутатов А. К. Глушко. Памятник истории местного значения[14]. На доме установлена мемориальная доска[3].

### Памятники
- Памятник А. К. Глушко (установлен в 1958 году)[3]. Расположен на углу пер. Антона Глушко и улицы Чехова. Памятник монументального искусства местного значения[15].

### Утраченные здания и сооружения
- Летний кинотеатр «Победа» (был открыт 4 июля 1946 года. Просуществовал до 1980-х[16].) — пер. А. Глушко, 9.
- Церковь Петра и Павла — Мясницкая площадь. Уничтожена в 1935 году.